# Andrzej Krzysztof Łuczak
Andrzej Krzysztof Łuczak (ur. 4 stycznia 1946 w Łodzi, zm. 26 lipca 2010 w Gałkowie Dużym) – inżynier włókiennictwa, doktor nauk technicznych, nauczyciel akademicki, kolekcjoner książek, historyk amator, założyciel Muzeum im. Leokadii Marciniak w Gałkowie Dużym, prezes Łódzkiego Towarzystwa Przyjaciół Książki (w latach 2004–2010), autor prac naukowych i popularnonaukowych.  

## Życiorys
Pochodził z rodziny Łuczaków zamieszkałej w Gałkowie. Rodzice w okresie okupacji należeli do AK i nadali pierworodnemu synowi imiona Andrzej Krzysztof dla upamiętnienia prześladowanej w Polsce Ludowej organizacji. Dziadek Wiktor Łuczak był właścicielem Fabryki Karoserii Samochodowych i firmy meblowej w Łodzi. 
Ukończył studia techniczne na Politechnice Łódzkiej (Wydział Włókiennictwa, obecnie Wydział Technologii Materiałowych i Wzornictwa Tekstyliów). Po studiach pracował przez dwa lata (1970–1972) w Zakładach 1 Maja jako mistrz salowy. Potem przez rok pracował w Zjednoczeniu Przemysłu Bawełnianego. Jednocześnie był uczestnikiem studiów doktoranckich na macierzystej uczelni. W 1984 uzyskał stopień doktora nauk technicznych i podjął pracę na Politechnice Łódzkiej na etacie adiunkta. W tejże uczelni pracował przez 25 lat jako nauczyciel akademicki. Był pracownikiem naukowo-dydaktycznym w Katedrze Technologii i Budowy Przędz (kierowanej przez prof. dr hab. Krystynę Przybył). Brał udział w konferencjach krajowych i zagranicznych. Publikował artykuły naukowe z zakresu włókiennictwa. W roku 2001 z powodów zdrowotnych odszedł na emeryturę. Nie zaprzestał pracy naukowej i działalności dydaktycznej. 

## Działalność na rzecz wiedzy o książce, literaturze i historii
Zamiłowanie do książki odziedziczył po pradziadku od strony matki, który w zaborze pruskim na obszarze Wielkopolski prowadził latającą bibliotekę polską. Sam został miłośnikiem, a następnie kolekcjonerem książek i starodruków. Pasjonował się zwłaszcza produkcją wydawniczą firmy Elsevier. Wydał kilka artykułów na temat starodruków. W latach 90. XX wieku przygotował wraz z drem Jerzym Andrzejewskim, dyrektorem Biblioteki Uniwersytetu Łódzkiego, i antykwariuszem Ireneuszem Dominiekiem album o dawnej Łodzi w fotografiach Bronisława Wilkoszewskiego. Czynnie działał w Towarzystwie Przyjaciół Książki. W latach 2004–2010 (aż do nagłej śmierci) pełnił funkcję prezesa Łódzkiego Towarzystwa Przyjaciół Książki. Organizował liczne spotkania, prelekcje, koncerty. Od roku 2004 organizował Święto Niezapominajki – Koncerty dla Przyjaciół. Działał w Festiwalu Czterech Kultur, a także w Festiwalach Nauki, Techniki i Sztuki. Wygłaszał liczne prelekcje dotyczące swych rozlicznych pasji na antenie Radia Łódź.   
W ostatnich dziesięciu latach życia zajmował się przede wszystkim badaniem historii regionalnej. Opublikował szereg prac dotyczących Gałkowa, Gałkówka i okolic, a także odnoszących się parafii rzymskokatolickiej pod wezwaniem św. Trójcy w Gałkowie Dużym. Przygotował także biogramy proboszczów gałkowskich. W roku 2001 był współorganizatorem wystawy „Gałkówek na starej fotografii”. W roku 2003 (wraz z Małgorzatą Pakułą i Tadeuszem Stawiakiem) założył Muzeum im. Leokadii Marciniak w Gałkowie Dużym. Należał do PTH, Oddział w Łodzi, Koło w Tomaszowie Mazowieckim. Działał na rzecz parafii gałkowskiej, będąc członkiem Rady Parafialnej. Pełnił funkcję prezesa Koła Inteligencji Katolickiej w Gałkowie. Organizował spotkania, prelekcje i koncerty dla członków KIK.  
Zmarł niespodziewanie w Gałkowie. Został pochowany w rodzinnym grobowcu na cmentarzu rzymskokatolickim w Gałkowie Dużym. Pozostawił żonę Malinę i dwoje dzieci: córkę Annę Marię i syna Macieja.        

## Wybrane publikacje
- (współautorzy: Barbara Czajka, Krystyna Przybył, Kazimierz Przybysz), Paderewski, Hoover and Cotton or the Forgotten Element from the History of Establishing the Gdynia Cotton Association, w:  The 8-th International Cotton Conference in Gdynia - Systems of Cotton Assement, Processing and Marketing in the 21st Century, ISBN 83-916006-2-9, Gdynia 2005, s. 263-267.
- (współautorzy: Barbara Czajka, Krystyna Przybył, Kazimierz Przybysz), Cotton Contribution to the Development of Culture and Science, w:  The 8-th International Cotton Conference in Gdynia - Systems of Cotton Assement, Processing and Marketing in the 21st Century, ISBN 83-916006-2-9, Gdynia 2005, s. 281-288.
- (wspólnie z prof. Krystyną Przybył)  Wybrane zagadnienia z dziejów włókiennictwa w Polsce, w: IX Conference of Faculty of Engineering and Marketing of Textiles,10 March, 2006 r., Łódź 2006, s. 1-4.
- (wspólnie z K. Przybył) Ewolucja polskiego włókiennictwa, „Przegląd Włókienniczy – Włókno, Odzież, Skóra” 2007, nr 1.
- (wspólnie z K. Przybył) Czy kształcić się w zakresie historii technik włókienniczych?, „Przegląd Włókienniczy – Włókno, Odzież, Skóra” 2007, nr 6.
- (wspólnie z Janem Krzysztofem Klukiem i Krystyną Przybył) Doktor nauk wyzwolonych, „Przegląd Włókienniczy – Włókno, Odzież, Skóra” 2008, nr 8.
- (wspólnie z K. Przybył) Włókna naturalne w nowoczesnej inżynierii i wzornictwie tekstyliów, „Przegląd Włókienniczy – Włókno, Odzież, Skóra” 2009, nr 10.

- (współautorzy: Bronisław Wilkoszewski, Jerzy Andrzejewski, Ireneusz Domienik), Łódź: album Bronisława Wilkoszewskiego po stu latach, Perfekt, Łódź 1995, wyd. 2 – Łódź 2002.

- Zabytki na starym cmentarzu przykościelnym w Gałkowie, Gałków 2000.
- Najstarsza metryka z archiwum parafialnego w Gałkowie, Gałków 2001.
- Budowniczy ołtarza w Gałkowie. (115. rocznica śmierci ks. Bertolda Suchcickiego, karmelity trzewiczkowego), „Niedziela. Tygodnik katolicki” 2002, nr 32 (edycja łódzka).
- Dzwony gałkowskie, Gałków 2002.
- Gałków w roku 1842, Gałków 2002.
- (wspólnie z Tadeuszem Stawiakiem) Cmentarze w Gałkowie, Gałków 2002.
- Dzieje Gałkowa w pigułce. Gałkówek w powstaniu 1863 roku, Gałków 2003, Muzeum im. Leokadii Maciniakówny w Gałkowie.
- Gałkówek - dobra biskupie, ISBN 83-60604-08-8, Łódź 2006, "Piktor", s. 130.
- Ojciec Bertold Suchcicki, rozdział w książce: ks. dr Stanisław Banach, Historia parafii św. Jakuba Apostoła w Głownie pontyfikatami proboszczów pisana, Głowno 2007.

## Linki
nekrolog A. K. Łuczaka (fot.)